# Emilia-Romagna Tennis Cup 2022
L'Emilia-Romagna Tennis Cup 2022 è stato un torneo maschile di tennis professionistico. È stata la 3ª edizione del torneo, facente parte della categoria Challenger 125 nell'ambito dell'ATP Challenger Tour 2022, con un montepremi di 134 920 €. Si è svolto dal 13 al 19 giugno 2022 sui campi in terra rossa del Tennis Club President di Montechiarugolo, in Italia.

## Partecipanti

### Teste di serie
| Nazionalità | Giocatore               | Ranking* | Testa di serie |
| ----------- | ----------------------- | -------- | -------------- |
| Argentina   | Federico Coria          | 65       | 1              |
| Serbia      | Dušan Lajović           | 69       | 2              |
| Bolivia     | Hugo Dellien            | 85       | 3              |
| Argentina   | Tomás Martín Etcheverry | 90       | 4              |
| Spagna      | Carlos Taberner         | 91       | 5              |
| Spagna      | Roberto Carballés Baena | 94       | 6              |
| Spagna      | Bernabé Zapata Miralles | 97       | 7              |
| Brasile     | Thiago Monteiro         | 99       | 8              |

* Ranking al 6 giugno 2022.

### Altri partecipanti
I seguenti giocatori hanno ricevuto una wild card per il tabellone principale:
- Borna Ćorić
- Francesco Passaro
- Giulio Zeppieri

Il seguente giocatore è entrato in tabellone come special exempt:
- Riccardo Bonadio

Il seguente giocatore è entrato in tabellone come alternate:
- Andrea Arnaboldi

I seguenti giocatori sono passati dalle qualificazioni:
- João Domingues
- David Ionel
- Jozef Kovalík
- Nicolas Moreno de Alboran
- Michael Geerts
- Oriol Roca Batalla

Il seguente giocatore è entrato in tabellone come lucky loser:
- Andrej Martin

## Campioni

### Singolare
Borna Ćorić ha sconfitto in finale  Elias Ymer con il punteggio di 7–6(4), 6–0.

### Doppio
Luciano Darderi /  Fernando Romboli hanno sconfitto in finale  Denys Molčanov /  Igor Zelenay con il punteggio di 6–2, 6–3.